# Puchalski Peak
Der Puchalski Peak (polnisch Szczyt Puchalskiego) ist ein 190 m hoher und isolierter Berg auf King George Island im Archipel der Südlichen Shetlandinseln. Er ragt zwischen dem Nature Conservation Glacier und dem Rybak-Gletscher am Ufer der Admiralty Bay auf.
Polnische Wissenschaftler benannten ihn 1980 nach dem polnischen Filmemacher und Autor Włodzimierz „Włodek“ Puchalski (1909–1979), der am 19. Januar 1979 während der Arbeiten in einer Pinguinkolonie unweit der Arctowski-Station gestorben war. Sein Grab gehört zu den Historischen Stätten und Denkmälern in der Antarktis (HSM-51).